# Heteropsylla reducta
Heteropsylla reducta är en insektsart som beskrevs av Caldwell och Martorell 1952. Heteropsylla reducta ingår i släktet Heteropsylla och familjen rundbladloppor. Inga underarter finns listade i Catalogue of Life.